# Ulica Grodzka w Bydgoszczy

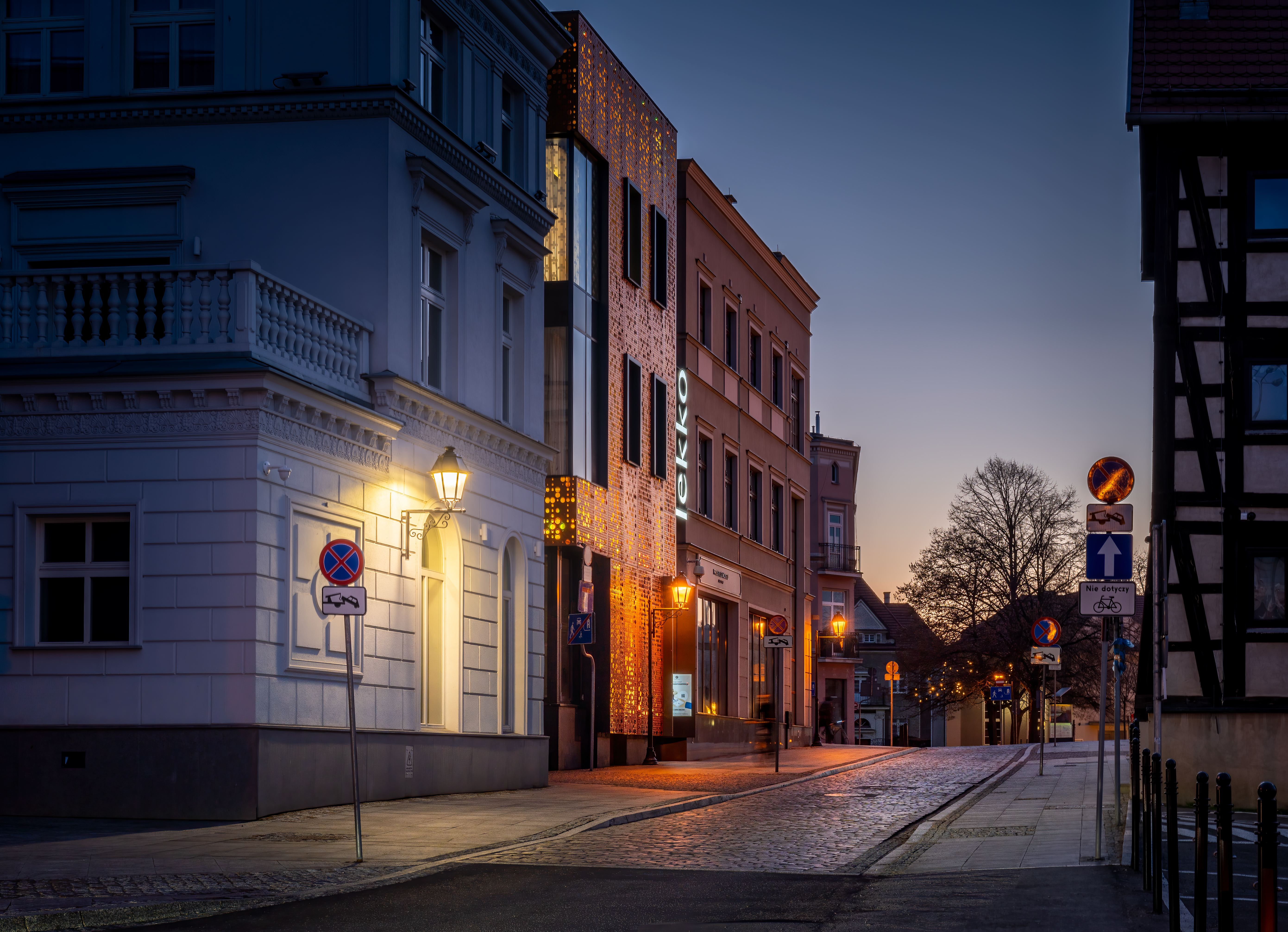
Nowa zabudowa przy ul. Mostowej widoczna od ul. Grodzkiej

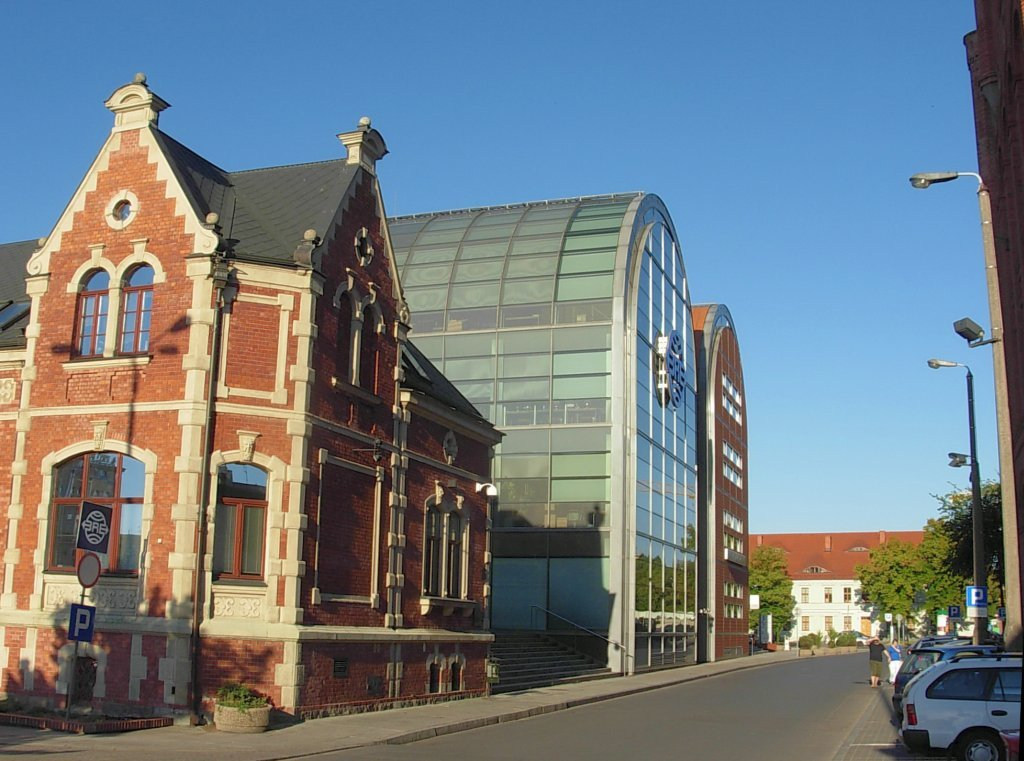
Widok od strony Rybiego Rynku

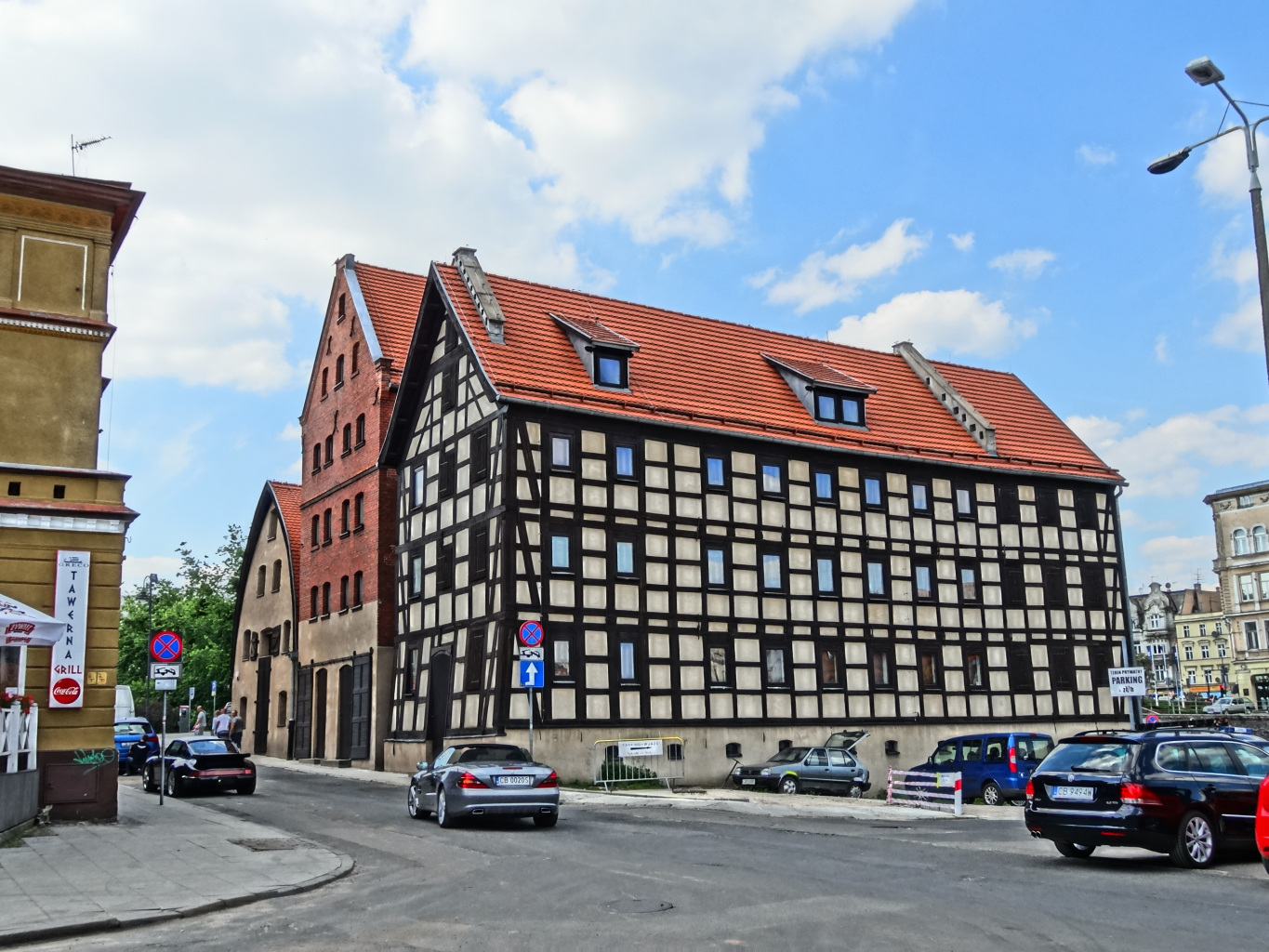
Widok na zachód – stare spichrze

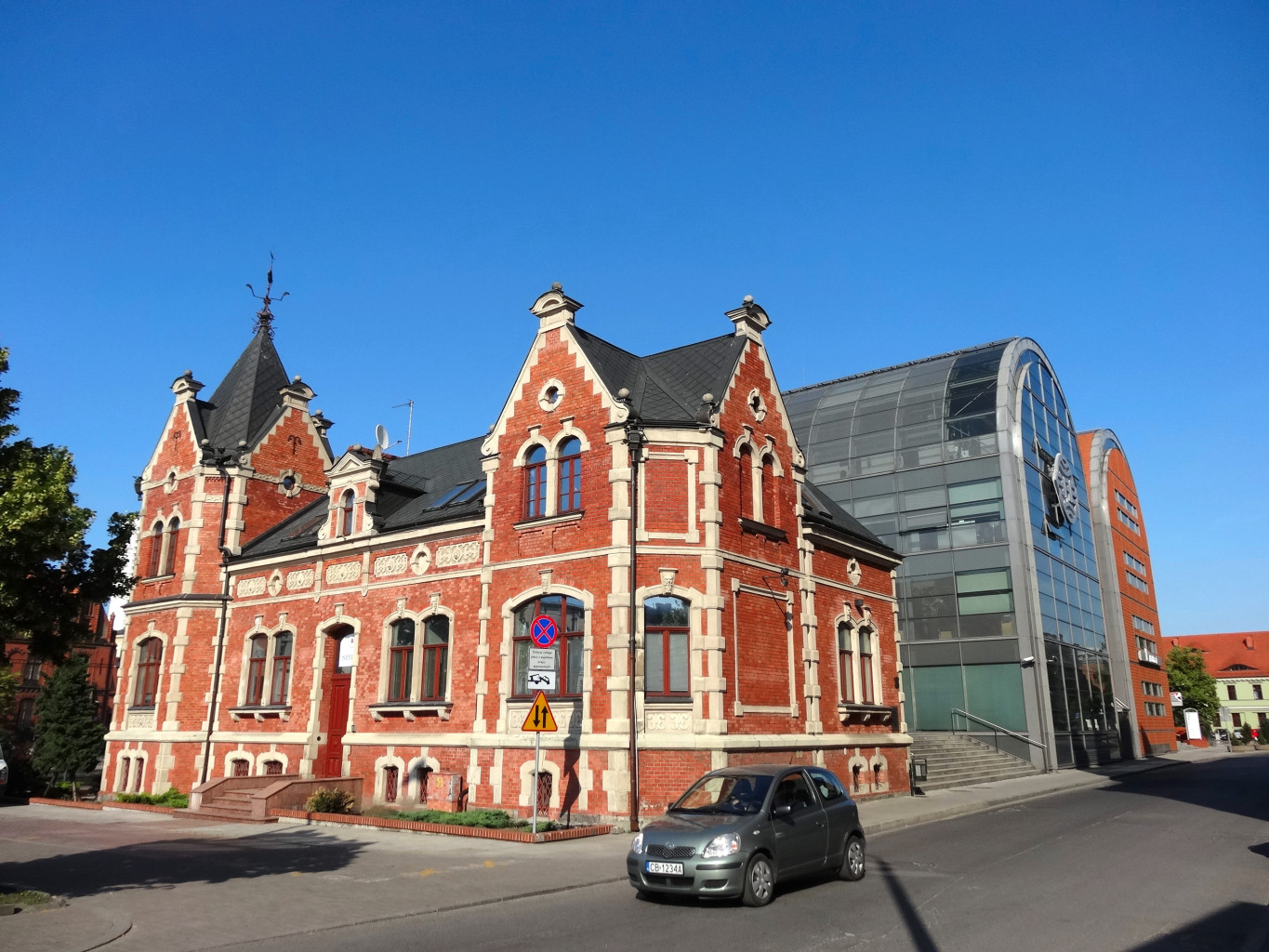
Widok na wschód – pałacyk Lloyda

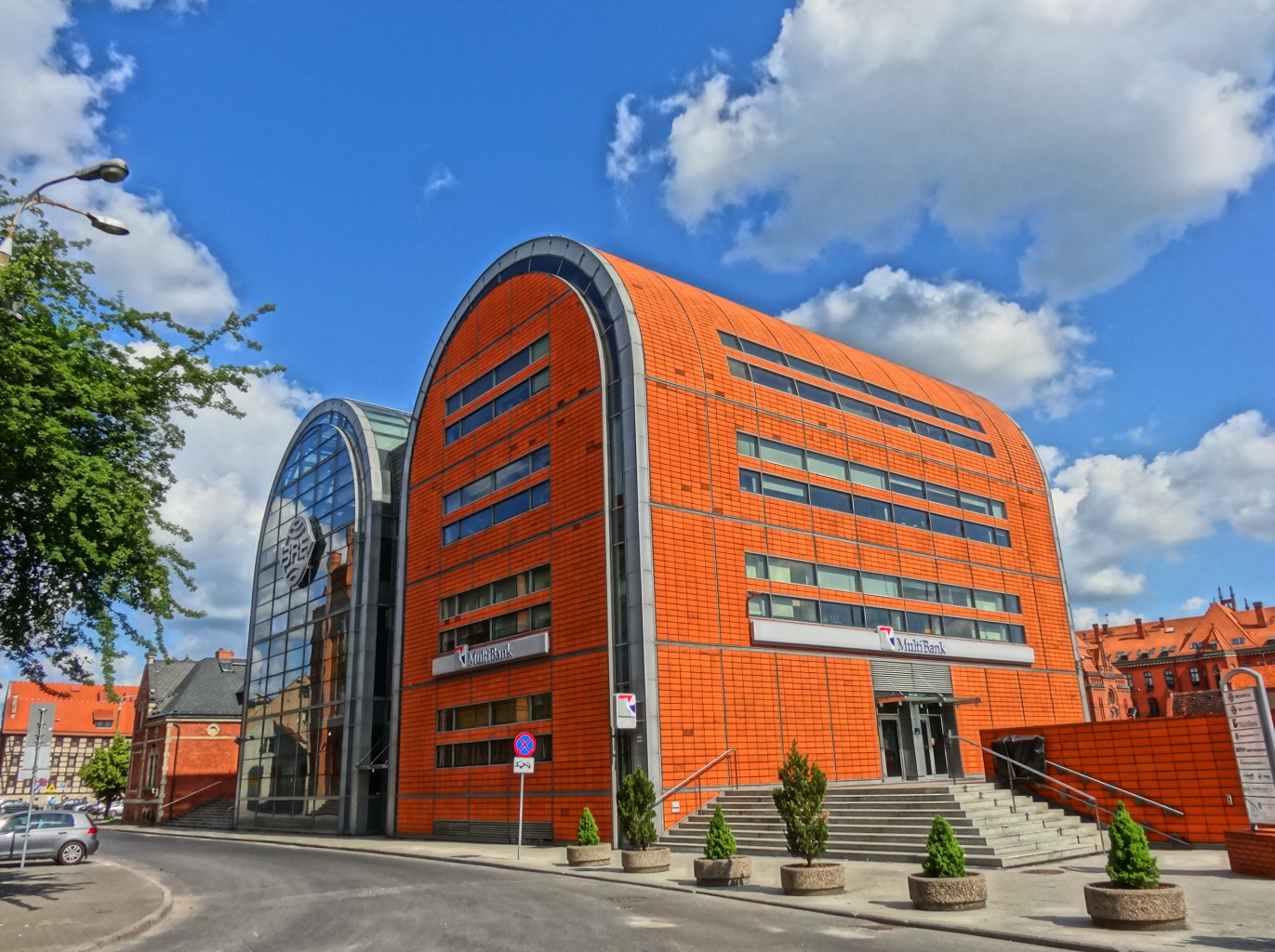
Nowe spichrze

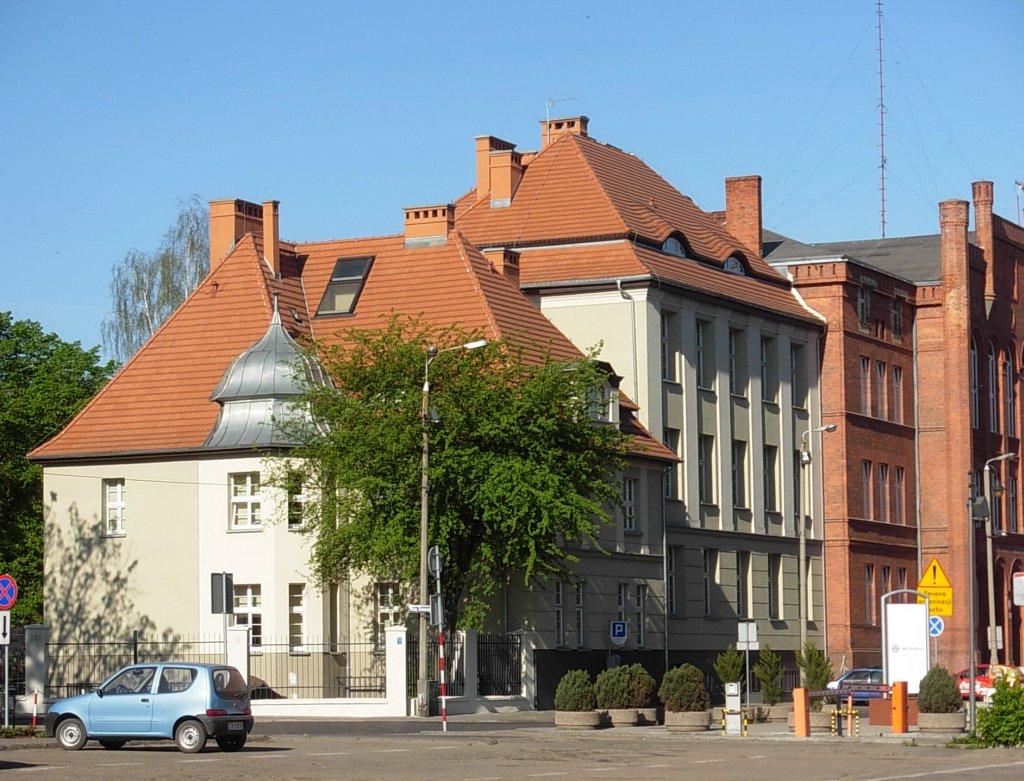
Budynek Seminarium Diecezji Bydgoskiej przy ul. Grodzkiej

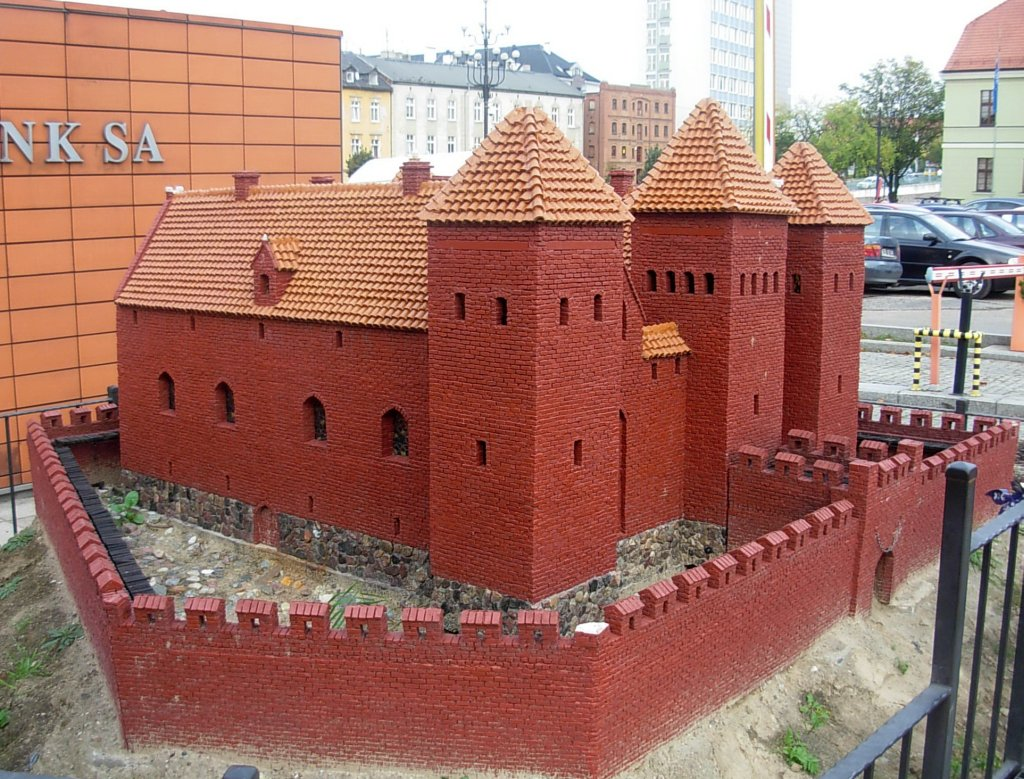
Makieta zamku bydgoskiego stojąca przy ulicy

Ulica Grodzka w Bydgoszczy – ulica na terenie miasta lokacyjnego Bydgoszczy.

## Położenie
Ulica znajduje się w północnej części Starego Miasta. Rozciąga się wzdłuż nabrzeża Brdy, na kierunku wschód-zachód, od ul. Bernardyńskiej do ul. ks. Tadeusza Malczewskiego. Jej długość wynosi ok. 430 m.

## Historia
Ulica Grodzka została wytyczona w połowie XIV wieku podczas kształtowania bydgoskiego miasta lokacyjnego.

### Wnioski z badań archeologicznych
Ulica w swej części wschodniej przebiega przez obszar najstarszego bydgoskiego zespołu osadniczego, który obejmuje wczesnośredniowieczny gród kasztelański oraz XIV-wieczny zamek Kazimierza Wielkiego. W związku z tym prowadzono tu liczne wykopaliska archeologiczne, zintensyfikowane od lat 90. XX wieku, które dostarczyły olbrzymiej ilości informacji dotyczących różnych aspektów rozwoju i funkcjonowania zespołu osadniczego Bydgoszczy.
W rejonie ulicy Grodzkiej, między ul. Przy Zamczysku, a Bernardyńską w XI-XIV wieku znajdował się gród bydgoski. Pierwsze kompleksowe badania archeologiczne przeprowadzone w latach 90. XX w. doprowadziły do odkrycia na dużą skalę reliktów związanych z pierwszymi, wczesnomiejskimi dziejami Bydgoszczy. Stwierdzono, że zespół grodowy był zbudowany na wyspie utworzonej przez meandrującą Brdę. Składał się z dwóch członów ufortyfikowanych głównie od strony północnej. W strefie wschodniej odsłonięto zwartą zabudowę wnętrza grodu, na którą składały się budynki mieszkalne i gospodarcze, wykonane w konstrukcji zrębowej, połączone ulicami moszczonymi drewnem. W części południowej, na brzegu starorzecza, odsłonięto drewniane konstrukcje przystani rzecznej. Zachodnią część wyspy zajmował gródek obwiedziony dookolnym wałem. System fortyfikacji datowany dendrochronologicznie określono na lata 1037–1038.
Kolejne prace wykopaliskowe w granicach wczesnośredniowiecznego zespołu grodowego podjęto w 2007 r. w związku z budową hotelu Holiday Inn u zbiegu ulicy Grodzkiej i Bernardyńskiej. W wyniku przeprowadzonych prac odkryto i zadokumentowano fragment południowo-wschodniej części zespołu grodowego, uzupełniając w istotny sposób wcześniejsze ustalenia. Odsłonięto między innymi drewniane relikty budynków zrębowych,
ulic moszczonych drewnem oraz umocnienia nabrzeża. Najbardziej imponującym elementem odkrytym podczas badań były relikty wału drewniano-ziemno-kamiennego o zachowanej strukturze. Planowana jest prezentacja elementów wczesnośredniowiecznego grodu w skansenie na terenie hotelu.
Dodatkowym, ciekawym odkryciem związanym z dziejami tej części ulicy Grodzkiej jest odsłonięcie w wykopie instalacyjnym reliktów kamiennych fundamentów średniowiecznego zamku, prawdopodobnie narożnika muru obwodowego fortecy. Kamienny fundament opierał się na drewnianych konstrukcjach wału obronnego wczesnośredniowiecznego grodu kasztelańskiego.
Prace archeologiczne przeprowadzono również w środkowej części ulicy. W wykopie u zbiegu ulic Grodzkiej i Podwale odkryto drewniane legary i pale o przebiegu w kierunku NE-SW, interpretowane jako pozostałości moszczonej drewnem nawierzchni ul. Krętej. Z kolei w narożniku ul. Grodzkiej i Mostowej odkryto kilka poziomów zabudowy drewnianej i murowanej. Stwierdzono tu ślady domów drewnianych datowanych dendrochronologicznie na II połowę XIV wieku, zabudowy szachulcowej i murowanej z XV–XVIII wieku oraz budynków XIX-wiecznych. W trakcie badań wykopaliskowych wydobyto tysiące zabytków związanych z kulturą materialną dawnych mieszkańców. W 2014 w czasie kolejnych badań odkryto drewniany trakt z XVI w., zachowany w zaskakująco dobrym stanie.

### Okres staropolski
W okresie do 1772 r. ulica Grodzka była głównym traktem przebiegającym na północnym obrzeżu miasta lokacyjnego. Łączyła ona kościół farny z Bramą Grodzką prowadzącą na zamek starościński.
W XV–XVI wieku na zachodnim krańcu ulicy wybudowano most farny, usytuowany na jazie rzecznym, który łączył Wyspę Menniczą (wschodnią część Wyspy Młyńskiej) z miastem. Po zaprzestaniu produkcji monet w mennicy w końcu XVII wieku, most ten został przekształcony w kładkę i z czasem rozebrany.
Z rekonstrukcji przestrzennych dawnego miasta Bydgoszczy wynika, że po południowej stronie ulicy ciągnęły się posesje zabudowane domami i kamienicami, zaś po stronie północnej obszary wykorzystywane gospodarczo: zespoły spichlerzy i nabrzeża portowe. W zachodniej części ulicy, wokół kościoła farnego do końca XVIII wieku istniał miejski cmentarz.

#### Łaźnia miejska
W okresie staropolskim zachodnia część ulicy nosiła nazwę „Łaziennej” (Badegasse) od miejskiej łaźni usytuowanej w tym rejonie. 21 czerwca 1549 roku starosta bydgoski Andrzej Kościelecki oraz wójt i Rada Miejska zawarli kontrakt z łaziebnikiem Tomaszem na zbudowanie łaźni dla mieszkańców Bydgoszczy. Powstała ona kosztem 216 złotych polskich na nabrzeżu Brdy, prawdopodobnie w zachodniej części dzisiejszej ulicy Grodzkiej. Z braku wiarygodnych źródeł, dokładna lokalizacja obiektu nie jest znana.
W 1573 r. starosta i wójt bydgoski Jan Kościelecki zezwolił Radzie Miejskiej na generalny remont zdewastowanej łaźni miejskiej. Przedsięwzięcie zostało wykonane kosztem 230 zł polskich. Wynika z tego, że obywatele miasta wywierali nacisk na wójta, by ponownie, dla celów higienicznych, urządzić miejsce kąpieli. Dyskusyjna jest natomiast sprawa lokalizacji. Kolejna wzmianka na temat łaźni pochodzi z roku 1717. Domniemywać należy, że przez cały ten czas były czynne również mniejsze łaźnie, w których można było zadbać czystość ciała.

#### Brama Grodzka
Wschodnia część dzisiejszej ulicy Grodzkiej do 1772 r. nosiła nazwę „Zamkowej”. Nazwa ta nawiązywała do sąsiadującego z miastem zamku starościńskiego, do którego ulica właśnie prowadziła. Między miastem, a zamkiem wznosił się parkan lub też wał ziemny, w którym u wylotu ulicy znajdowała się furta zwana „bramką” (portula) lub Bramą Grodzką (Porta Castriensis). Nie miała ona większego znaczenia militarnego, a jedynie komunikacyjne umożliwiając połączenie między miastem a zamkiem. Brama ta jest poświadczona wyłącznie przez źródła pisane, nie natrafiono natomiast na jej pozostałości w czasie badań archeologicznych. Za bramką znajdował się most nad fosą zamkową. Na podstawie planów Dahlberga (1657), Gretha (1774), Steermanna (1789) oraz Lindnera (1800) można określić, że Bramka znajdowała się w rejonie dzisiejszego zbiegu ulic Grodzkiej i Podwale, przed obecnym budynkiem nr 16 (d. Teatr Kameralny), zaś most zamkowy między obecnym Pałacykiem Lloyda, a budynkiem Seminarium. Brama Grodzka, podobnie jak zamek została zniszczona w czasie potopu szwedzkiego i później nie odbudowana. Na XVIII-wiecznych źródłach kartograficznych obiekt ten nie został już zaznaczony.

### Okres zaboru pruskiego
Na szczegółowym planie zabudowy miasta, sporządzonym przez pruskiego geometrę Gretha w 1774 r., posesje wzdłuż ulicy zajęte są częściowo przez istniejącą w tym czasie zabudowę. W części zachodniej ulica przebiegała przy ogrodzeniu cmentarza poprzez most farny na Wyspę Menniczą. Z kolei po stronie wschodniej nie istniała już nawodniona fosa zamkowa. Za fosą ulica Grodzka przechodziła w ścieżkę i wiodła do budynku rafinerii cukru trzcinowego.
Na planie Lindnera z 1800 r. widoczne są zbudowane w latach 1775–1800 spichrze miejskie na nabrzeżu Brdy, zaś ulica na wschód od Rybiego Rynku przechodzi w polną drogę prowadzącą między ruinami zamku, a rafinerią cukru.
Ciągłe pierzeje kamienic i spichlerzy w części zachodniej widoczne są na planie miasta z 1834 r. Z kolei od połowy XIX w. nie ma już mostu farnego, a ulica Grodzka kończy się na zachodzie na ul. ks. Tadeusza Malczewskiego. Wygląd podobny do dzisiejszego ulica posiada dopiero na planie miasta z 1876 r., kiedy to dochodzi ona na wschodzie do nowo wytyczonej ul. Bernardyńskiej.
W II połowie XIX w. wzdłuż ulicy powstały nowe budynki, m.in. budynek szkoły realnej (1858) i pałacyk Lloyda (1884), oba postawione na zniwelowanej i osuszonej fosie zamkowej. Najbardziej reprezentacyjne kamienice występowały na styku z ul. Mostową. Były to „Dom Jachmanna” (1838) z zawieszoną nad Brdą kawiarnią „Bristol” oraz „Dom Fryderyka” (1902) z restauracją „Piwnica Fryderykowska”, domem towarowym i apartamentami, autorstwa budowniczego Józefa Święcickiego.
Na początku XX wieku, w miejscu dawnego wzgórza zamkowego zbudowano świątynię pw. św. Krzyża, która do 1945 r. odgrywała rolę miejskiej fary ewangelickiej, zaś później stała się kościołem jezuitów. W tym czasie wytyczono wzdłuż niej ul. Przy Zamczysku, łączącą się z ul. Grodzką i placem Kościeleckich.

### Wyburzenia w czasie okupacji hitlerowskiej
W 1940 r. na skutek zarządzenia hitlerowskich władz okupacyjnych wyburzono okazałe kamienice narożne w pobliżu ul. Mostowej oraz spichlerz nad Brdą.

### Okres powojenny
W 1960 r. spaliły się dwa szachulcowe spichlerze na Rybim Rynku. W 1973 r. w pobliżu skrzyżowania z ul. Mostową urządzono fontannę oraz zielony skwer. Zagospodarowana w ten sposób działka została sprzedana w 2005 r. pod zabudowę, która miała rozpocząć odtwarzanie dawnej pierzei wschodniej ulicy Mostowej. Północny fragment tej pierzei został odbudowany w latach 2006–2007. Na lata 2011–2013 planowana jest odbudowa kolejnego fragmentu wschodniej pierzei ulicy Mostowej i związane z tym odtworzenie ulicy Jatki, łączącej się z ul. Grodzką.
Po 1990 r. przy ulicy powstały wyróżniające się budynki nowoczesne. Są to zbudowane w latach 1996–1998 „szklane spichrze”, uznawane na ikonę architektury nadrzecznej oraz wzniesiony w latach 2008–2010 na wschodnim krańcu ulicy czterogwiazdkowy hotel Holliday Inn.
Modernizacja nawierzchni ulicy została ujęta w Planie Rewitalizacji Bydgoszczy.
W 2021 nad Brdą ustawiono instalację do wieszania kłódek dla zakochanych o nazwie "Kadr na miłość".

### Nazwy
Ulica w przekroju historycznym posiadała następujące nazwy:
- XVI w. – I poł. XVIII w. – platea balnealis (Badegasse, Łazienna) – od ul. ks. Tadeusza Malczewskiego do ul. Mostowej
- XVI w. – I poł. XVIII w. – platea castriensis – od ul. Mostowej do ul. Podwale
- 1800–1816 – Mühlenstraße – od ul. Wodnej do ul. Mostowej
- 1840–1861 – Alte Mühlenstraße – od ul. Wodnej do ul. Mostowej
- 1800–1900 – Schloßstraße – od ul. Mostowej do Rybiego Rynku
- 1901–1920 – Burgstraße
- 1920–1945 – Grodzka
- 1939–1945 – Burgstraße
- od 1945 – Grodzka

Nazwa ulicy nawiązuje do zamku bydgoskiego, zbudowanego w połowie XIV wieku z inicjatywy króla Kazimierza Wielkiego. Zlokalizowano go na dawnej wyspie grodowej, sąsiadującej od wschodu z nowo lokowanym miastem.

## Zabudowa
Zabudowa ulicy Grodzkiej jest bardzo zróżnicowana. Poza fragmentem w zachodniej części, nie ma zabudowy pierzejowej. Przy ulicy znajduje się zabytkowy zespół spichrzy miejskich z końca XVIII wieku, jak również stylizowane biurowce, które stały się ikoną architektury polskiej. Wśród zabytków można również wymienić: XIX-wieczny budynek szkolny, w którym mieści się obecnie Seminarium Duchowne, budynek poprzemysłowy rafinerii cukru trzcinowego z końca XVIII wieku, pałacyk Lloyda i kilka innych. Kluczowym zabytkiem stojącym w sąsiedztwie ulicy były stojące do 1895 r. ruiny zamku bydgoskiego. Obecnie o jego istnieniu przypomina makieta zamku, stojąca przy biurowcu BRE Banku.
W końcu lutego 2019 z powodu złego stanu technicznego wyburzono kamienicę nr 2, położoną u zbiegu z ul. ks. Malczewskiego, natomiast latem 2019 przeprowadzono remont elewacji trzykondygnacyjnej kamienicy nr 4 z pierwszej połowy XIX wieku, która uzyskała beżowo-białą kolorystykę. 7 października 2021 w związku z wyburzeniem kamienicy nr 2 doszło w tej kamienicy do katastrofy budowlanej (zawalenie się części ściany szczytowej), co spowodowało zamknięcie przyległego do niej fragmentu ulicy.

## Niektóre obiekty przy ulicy Grodzkiej
| Adres                     | Lata budowy         | Styl architektoniczny  | Wpisany do rej. zabytków | Uwagi | Zdjęcie |
| ------------------------- | ------------------- | ---------------------- | ------------------------ | --- | ------- |
| Grodzka 1                 | 1927–1928           | funkcjonalizm          | T                        | Dom Katolicki Diecezji Bydgoskiej, służący w okresie międzywojennym i powojennym działalności katolików bydgoskich, gruntownie odnowiony i oddany do użytku w 2012 r. z przeznaczeniem na Instytut Kultury – Dom Polski. |         |
| Mostowa 7 – róg Grodzkiej | XVIII wiek          | eklektyzm              | N                        | Kamienica narożna, przebudowana w I połowie XIX wieku. |         |
| Mostowa 4 – róg Grodzkiej | 2007                | neoeklektyzm           | N                        | Nowe kamienice we wschodniej pierzei ulicy, mieszczą bary, restauracje i kawiarnie należące do cukiernika Adama Sowy |         |
| Grodzka 7                 | przed 1793          | szachulec              | T                        | Spichlerz tzw. holenderski; mieści wystawę stałą „Pamiątki Bydgoskie” Muzeum Okręgowego. |         |
| Grodzka 9                 | 1793                | szachulec              | T                        | Spichlerz częściowo murowany; mieści wystawy stałe i czasowe Muzeum Okręgowego. |         |
| Grodzka 11                | 1794–1800           | szachulec              | T                        | Spichlerz szachulcowy, mieści wystawy stałe i czasowe Muzeum Okręgowego. |         |
| Grodzka 12                | I ćw. XX w.         | funkcjonalizm          | N                        | W l. 90 XX wieku mieścił Centrum Podróży Portu Lotniczego Bydgoszcz S.A. oraz biura podróży. Po rozbudowie w 2018 roku powstał tu Hotel Sowa (pierwotnie przewidywano nazwę Stara Łaźnia). Od strony ul. Krętej firma Ebud dobudowała nowy budynek, z dużymi, zaokrąglonymi przeszkleniami od strony Rybiego Rynku. Hotel połączony jest z kamienicą przy Mostowej 4 przeszklonym łącznikiem, łączącym apartamenty z salami restauracyjnymi. Budynek zaprojektowała pracownia G&M Architekci, a generalnym wykonawcą inwestycji było Przedsiębiorstwo Wielobranżowe Ebud Przemysłówka Sp. z o.o. W 2020 obiekt został wybrany do czołowej 10 w europejskim konkursie fasad Baumit Life Challenge w kategorii "budynek zabytkowy po modernizacji". |         |
| Grodzka 14-16             | połowa XIX w., 1876 | eklektyzm              | T                        | Kamienica na rogu ul. Podwale, w latach 1961–1988 mieścił się w niej Teatr Kameralny. |         |
| Grodzka 17                | 1885–1886           | manieryzm niderlandzki | T                        | Tzw. Pałacyk Lloyda. Początkowo budynek mieszkalny, od 1908 r. siedziba Bydgoskiego Towarzystwa Żeglugi Śródlądowej (Bromberger Schleppschiffahrt), od 1920 r. siedziba Lloyda Bydgoskiego, od 1945 r. Żeglugi Bydgoskiej, od 1995 r. własność BRE Banku (obecnie mbank). |         |
| Grodzka 18                | 1858                | neogotyk, neobarok     | T                        | Miejska Szkoła Realna, od 1890 r. Królewskie Gimnazjum Realne, w latach 1920–1938 męskie Państwowe Gimnazjum Humanistyczne, po 1945 r. mieściły się tu szkoły średnie, od 1968 r. Wyższa Szkoła Inżynierska, a następnie od 1974 do 2007 r. Wydział Budownictwa Akademii Techniczno-Rolniczej, zaś od 2007 r. do 2022 r. Wyższe Seminarium Duchowne Diecezji Bydgoskiej. |         |
| Grodzka 19-21             | 1996                | funkcjonalizm          | N                        | Zespół budynków należących do mBanku. Zwane są „nowymi spichrzami” lub „szklanymi spichrzami”. |         |
| Grodzka 25                | 1774–1789           | klasycyzm              | T                        | Budynek administracyjny warzelni cukru trzcinowego (1774–1818), następnie mieszkalny, od 1895 r. siedziba wydziałów Urzędu Miasta Bydgoszczy, od 1977 r. oddziału PZU w Bydgoszczy. |         |
| Grodzka 32                | 1895–1896           |                        |                          | W attyce budynku widnieje trąbka – symbol poczty (budynek był niegdyś siedzibą pruskiej administracji pocztowej). |         |
| Grodzka 36                | 2010                | funkcjonalizm          | N                        | Czterogwiazdkowy hotel Holiday Inn w Bydgoszczy (138 pokoi). |         |